# 迭戈迪·納塔萊·博納
迭戈迪·納塔萊·博納 (1926年12月11日 – 2017年4月29日)是一个罗马天主教主教。
1985年至1994年间，他被任命为意大利波爾圖聖若魯娜教區主教。1994年至2003年间，他擔任薩洛佐主教管區主教。